# Marcos Velásquez Ahumada
Marcos Ignacio Velásquez Ahumada (Casablanca, Valparaíso, Chile, 23 de junio de 1988) es un futbolista chileno que juega en la posición de defensor central. Actualmente se desempeña en Santiago Wanderers de la Primera B de Chile.

## Trayectoria
Es formado en el club Everton de Viña del Mar, donde jugó desde el año 2007 hasta principios del 2021 (con un breve préstamo el año 2011 en Unión San Felipe), consagrándose campeón del Torneo de Apertura del fútbol chileno el año 2008. 
En el elenco viñamarino jugó 317 partidos, convirtiendo 6 goles, registro que le permite ser el sexto jugador que más partidos ha disputado en la historia del club oro y cielo. Sin embargo, esto no le impidió fichar por el eterno rival de los ruleteros, Santiago Wanderers, en una polémica operación que involucra una salida por motivos de seguridad de su antiguo club en Honduras.

## Clubes
| Club               | País     | Año       |
| ------------------ | -------- | --------- |
| Everton            | Chile    | 2007-2010 |
| Unión San Felipe   | Chile    | 2011      |
| Everton            | Chile    | 2012-2021 |
| Rangers            | Chile    | 2021      |
| Vida               | Honduras | 2022      |
| Santiago Wanderers | Chile    | 2022-Act. |

## Palmarés

### Campeonatos nacionales
| Título           | Club    | País  | Año    |
| ---------------- | ------- | ----- | ------ |
| Primera División | Everton | Chile | 2008-A |